# Chunibala Devi
Chunibala Devi, född cirka 1872, död 1955, var en indisk skådespelerska, mest känd för sin roll i filmen Sången om vägen (originaltitel: Pather Panchali) av Satyajit Ray, där hon spelade den Apus och Durgas gamla faster Indir Thakrun.
Hon hade tidigare varit verksam som teaterskådespelare och filmdebuterade 1930 i Bigraha. Efter sin andra film, Rikta(1939), drog hon sig tillbaka från skådespeleriet. Nästan fyrtio år senare, vid 80 års ålder, övertalades hon av Satyajit Ray att återvända till filmduken för vad som kom att bli hennes mest betydelsefulla roll. 
För sin insats som Indir Thakrun blev hon den första indiska skådespelaren att vinna ett skådespelarpris vid en internationell filmfestival – Manila Film Festival.
Chunibala Devi avled i Kolkata i influensa 1955, innan Sången om vägen hade haft premiär, men Satyajit Ray hann besöka henne i hemmet för att visa en förhandsvisning av filmen.

## Filmografi
- Bigraha – The God and the Image (1930)
- Rikta (1939)
- Sången om vägen (1955)